# Karl Kraus
Karl Kraus (Jičin, Češka, 28. travnja 1874. – Beč, 12. lipnja 1936.), austrijski prozaist, publicist i dramatik židovskog podrijetla. Pisao je eseje, kritike, podliske i satiru.
Od 1899. do smrti izdavao je časopis "Die Fackel"/Baklja, u kojem je briljantno, upravo ubojito podvrgavao kritici sve sfere austrijskoga života, napose korupciju u tisku, manipulaciju javnim mnijenjem, licemjerje i glupost akademskih krugova i vladajućih slojeva. Imao je veliku ulogu u javnosti, o čemu svjedoče zbirke eseja, kritika i feljtona "Moral i kriminal ", 1908., "Propast svijeta djelovanjem crne magije", 1922., "Literatura i laž", 1929. Osobito je isticao kulturnu i općecivilizacijsku važnost jezika i jezičnoga izraza, te jasnoće iskaza: u tom je polju najvažnije djelo "Jezik", 1937. (interesantno je napomenuti da je Kraus u svojim uvidima identičan mudracu i osnivaču klasične kineske civilizacije Konfuciju. Iako različito motivirani, i unatoč razdoblju od preko 2.500 godina koje se protezalo među njima, oba su etičara spoznala važnost jezika kao priopćajnoga sredstva zajedničke doživljajnosti, mogućnosti društvene i ine manipulacije iskrivljavaljem značenja sadržanoga u jezičnim kodovima, kao i razaranja osobnoga i kolektivnoga integriteta kroz medij izobličenoga jezika). Kraus bijaše židovskoga podrijetla (kasnije je prešao na katoličku vjeru), a jedna od značajki židovske supkulture srednje i istočne Europe je inzistiranje na varavosti jezika i tvorbi kalambura, što je možda i jedan od izvora Krausovih jezičnih opsesija. Verbalni vatromet, iskričavost i prodornost odlika su mnogih Krausovih zbirki aforizama i kratkih jezičnih formi, među kojima se ističu "Riječi i proturječja", 1909. i "Pro domo et mundo", 1912. U njima pisac stilskim bravurama (paradoksima, premetanjima slogova, kalamburima) učinkovito karikira i destruira svoje omiljene teme: snobizam, psihoanalizu kao šarlatansku igru namijenjenu seksualno blaziranim bečkim višim krugovima, feudalni mentalitet i šovinizam, užase i besmisao imperijalističkog rata. Slična je i tematika Krausa dramatičara, autora grotesknih tragikomedija "Igra snova",1923., "Nesavladivi", te piščeva magnum opusa, složene dijaloške kompozicije "Posljednji dani čovječanstva", 1918-19., 1922. U tom je golemomu i višeslojnom dramskom kompleksu koji ne podliježe ni eksperimentalnim dramaturškim "zakonima" (pa i nije zamišljen za scensku izvedbu) autor dao sveobuhvatnu panoramu života austrijskoga društva u doba 1. svjetskoga rata i prikazao truljenje i raspad jedne epohe i države. Kod nas je Krausovo stvaralaštvo najviše utjecalo na polemičku Krležinu prozu.
Ocijeniti Krausov opus iz današnje vizure veoma je teško: on je majstor rubnih žanrova (aforizam, kritika, feljton, esejistička raščlana, publicistička polemika), pa je čak i u središnjim književnim rodovima poput drame njegov pristup posve nekonvencionalan. Karl Kraus je pisac uronjen u problematiku njemačkoga jezičnoga izraza, tvorac djela koje je u toj mjeri povezano s jezičnim medijem u kojem je nastalo ga nije lako prevesti na druge jezike, a nemali dio opusa je uvelike uronjen i neodvojiv od specifičnih okolnosti zauvijek nestale Austro-Ugarske Monarhije. No, valja reći i da je Kraus autor i briljantnih te univerzalnih aforističkih i esejističkih tekstova kojima su jedino intelektualna zahtijevnost i piščev beskompromisni nesentimentalni duh zapriječili da prijeđu okvire srednjoeuropske uljudbe njemačkoga izraza. Satirikovo intenzivno pronicanje u trivijalizaciju ljudskoga postojanja, opresivnih društvenih mehanizama, kič i banalnost suvremene kulture – sve to nije moglo doprinijeti širem prihvaćanju Krausa i njegovoj integraciji u maticu svjetske književnosti. 
Na hrvatskom jeziku Kraus je nazočan jedino u slabo dostupnim antologijama i izvadcima u književnim časopisima. 
Na hrvatski je prevedena (2001.) njegova zbirka aforizama "Izreke i protuslovlja" (Sprüche und Widersprüche, u tekstu navedeno kao "Riječi i proturječja").

## Djela
- "Razorena književnost",
- "Posljednji dani čovječanstva",
- "Propast svijeta od crne magije".